# Tipton St John
Tipton St John – wieś w Anglii, w hrabstwie Devon, w dystrykcie East Devon. Leży nad rzeką Otter, 18 km na wschód od Exeteru i 238 km na zachód od Londynu. W 2011 roku liczyła 644 mieszkańców.